# Blapstinus
Blapstinus es un género de escarabajos.

## Especies
- Blapstinus aciculus Blatchley, 1917
- Blapstinus amnosus Blaisdell, 1923
- Blapstinus angustatus Champion, 1893
- Blapstinus aridus Blaisdell, 1923
- Blapstinus atratus Champion, 1885
- Blapstinus auripilis Horn, 1870
- Blapstinus barri Boddy, 1957
- Blapstinus brevicollis LeConte, 1851
- Blapstinus buqueti Champion, 1885
- Blapstinus castaneus Casey, 1890
- Blapstinus cubanus Marcuzzi, 1962
- Blapstinus debilis Casey, 1890
- Blapstinus decui Ardoin, 1977
- Blapstinus densipunctatus Blaisdell, 1943
- Blapstinus dilatatus LeConte, 1851
- Blapstinus discolor Horn, 1870
- Blapstinus domingoensis (Marcuzzi, 1998)
- Blapstinus dominicus Marcuzzi, 1962
- Blapstinus egenus Champion, 1885
- Blapstinus emmenastoides Champion, 1885
- Blapstinus errabundus Champion, 1885
- Blapstinus exiguus Champion, 1893
- Blapstinus faulkneri Aalbu & Triplehorn, 1991
- Blapstinus fortis LeConte, 1878
- Blapstinus fuscus Casey, 1840
- Blapstinus genaroi (Garrido, 2004)
- Blapstinus grandis Champion, 1885
- Blapstinus haitensis Marcuzzi, 1962
- Blapstinus hispaniolensis (Marcuzzi, 1998)
- Blapstinus histricus Casey, 1890
- Blapstinus holosericeus Laporte de Castelnau, 1840
- Blapstinus humilis Casey, 1890
- Blapstinus inflatitibia (Marcuzzi, 1977)
- Blapstinus insularis Champion, 1885
- Blapstinus intermedius Champion, 1885
- Blapstinus intermixtus Casey, 1890
- Blapstinus jamaicensis Marcuzzi, 1962
- Blapstinus kalik Steiner, 2006
- Blapstinus kaszabi Marcuzzi, 1985
- Blapstinus klapperichi (Marcuzzi, 1998)
- Blapstinus kulzeri Kaszab, 1969
- Blapstinus lecontei Mulsant & Rey, 1859
- Blapstinus longicollis Champion, 1885
- Blapstinus longipennis Champion, 1885
- Blapstinus longulus LeConte, 1851
- Blapstinus marcuzzii Aalbu,
- Blapstinus metallicus (Fabricius, 1801)
- Blapstinus mexicanus Champion, 1885
- Blapstinus moestus Melsheimer, 1846
- Blapstinus nitidus Champion, 1885
- Blapstinus obliteratus Champion, 1885
- Blapstinus opacus Mulsant & Rey, 18595
- Blapstinus orlandoi Ivie & Hart, 2016
- Blapstinus pacificus Aalbu & Triplehorn, 1991
- Blapstinus palmeri Champion, 1885
- Blapstinus paradoxus Blaisdell, 1923
- Blapstinus pimalis Casey, 1885
- Blapstinus pinorum Casey, 1914
- Blapstinus pratensis LeConte, 1859
- Blapstinus puertoricensis (Marcuzzi, 1977)
- Blapstinus pulverulentus Mannerheim, 1843
- Blapstinus punctatus (Fabricius, 1792)
- Blapstinus puncticollis Champion, 1893
- Blapstinus punctulatus Solier, 1851
- Blapstinus simulans Marcuzzi, 1954
- Blapstinus striatulus Mulsant & Rey, 1859
- Blapstinus striatus Guérin-Méneville, 1831
- Blapstinus substriatus Champion, 1885
- Blapstinus sulcatus LeConte, 1851
- Blapstinus sulcipennis Champion, 1885
- Blapstinus tibialis Champion, 1885
- Blapstinus validus Casey, 1890
- Blapstinus vandykei Blaisdell, 1942
- Blapstinus vestitus LeConte, 1859
- Blapstinus yucatanus Champion, 1893